# Dmitri Antonov
Dmitri Antonov (ur. 18 kwietnia 1996) – niemiecki lekkoatleta specjalizujący się w trójskoku.
W 2013 zdobył brązowy medal mistrzostw świata juniorów młodszych.
Reprezentant Niemiec w meczach międzypaństwowych. 
Rekordy życiowe: stadion – 16,02 (13 lipca 2013, Donieck); hala – 15,85 (23 lutego 2014, Lipsk).  

## Osiągnięcia
| Rok  | Impreza                               | Miejsce | Pozycja    | Wynik |
| ---- | ------------------------------------- | ------- | ---------- | ----- |
| 2013 | Mistrzostwa świata juniorów młodszych | Donieck | 3. miejsce | 16,02 |